# Resolutie 885 Veiligheidsraad Verenigde Naties
Resolutie 885 van de Veiligheidsraad van de Verenigde Naties werd unaniem aangenomen op 16 november 1993.

## Achtergrond
In 1960 werden de voormalige kolonies Brits Somaliland en Italiaans Somaliland onafhankelijk en
samengevoegd tot Somalië. In 1969 greep het leger de macht en werd Somalië een socialistisch-islamitisch
land. In de jaren 1980 leidde het verzet tegen het totalitair geworden regime tot een
burgeroorlog en in 1991 viel het centrale regime. Vanaf dan beheersten verschillende groeperingen elke
een deel van het land en enkele delen scheurden zich ook af van Somalië.

## Inhoud
De Veiligheidsraad:
- bevestigde de resoluties 733, 746, 751, 767, 775, 794, 814, 837, 865 en 878;
- bevestigt ook resolutie 868 over de veiligheid van VN-personeel;
- erkent de nood aan consultaties en consensus over basisprincipes als verzoening en democratie;
- benadrukt dat het Somalische volk zelf verantwoordelijk is om die doelstellingen te bereiken en wijst in die context op de veroordeling door de raad van aanvallen op UNOSOM II;
- neemt nota van voorstellen die een onpartijdige onderzoekscommissie vroegen om die aanvallen te onderzoeken;
- heeft de rapporten van de secretaris-generaal in overweging genomen;

1. autoriseert de oprichting van een onderzoekscommissie;
2. verzoekt de secretaris-generaal die commissie zo snel mogelijk aan te stellen;
3. draagt de commissie op om procedures te bepalen voor haar onderzoeken;
4. merkt op dat de commissie de status van experts op missie zal hebben binnen de Conventie over de Privileges en Immuniteiten van de Verenigde Naties;
5. vraagt de secretaris-generaal om de commissie van al het nodige te voorzien;
6. roept alle partijen in Somalië op om samen te werken met de commissie;
7. vraagt de commissie om zo snel mogelijk haar bevindingen te rapporteren;
8. vraagt de secretaris-generaal om in afwachting de arrestatie van verdachten op te schorten;
9. besluit om op de hoogte te blijven.

## Verwante resoluties
- Resolutie 865 Veiligheidsraad Verenigde Naties
- Resolutie 878 Veiligheidsraad Verenigde Naties
- Resolutie 886 Veiligheidsraad Verenigde Naties
- Resolutie 897 Veiligheidsraad Verenigde Naties (1994)

Lijst ·  800 ·  801 ·  802 ·  803 ·  804 ·  805 ·  806 ·  807 ·  808 ·  809 ·  810 ·  811 ·  812 ·  813 ·  814 ·  815 ·  816 ·  817 ·  818 ·  819 ·  820 ·  821 ·  822 ·  823 ·  824 ·  825 ·  826 ·  827 ·  828 ·  829 ·  830 ·  831 ·  832 ·  833 ·  834 ·  835 ·  836 ·  837 ·  838 ·  839 ·  840 ·  841 ·  842 ·  843 ·  844 ·  845 ·  846 ·  847 ·  848 ·  849 ·  850 ·  851 ·  852 ·  853 ·  854 ·  855 ·  856 ·  857 ·  858 ·  859 ·  860 ·  861 ·  862 ·  863 ·  864 ·  865 ·  866 ·  867 ·  868 ·  869 ·  870 ·  871 ·  872 ·  873 ·  874 ·  875 ·  876 ·  877 ·  878 ·  879 ·  880 ·  881 ·  882 ·  883 ·  884 ·  885 ·  886 ·  887 ·  888 ·  889 ·  890 ·  891 ·  892